# Aaron Boone
Pour les articles homonymes, voir Boone.
Aaron John Boone (né le 9 mars 1973 à La Mesa, Californie, États-Unis) est un ancien joueur de baseball et l'actuel gérant des Yankees de New York de la Ligue majeure de baseball.

## Biographie

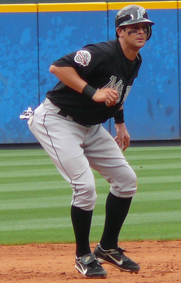
Boone en 2007 avec les Marlins de la Floride.

Il joue dans le baseball majeur de 1997 à 2003 et de 2005 à 2009 comme joueur de troisième but et de premier but. Il évolue pour les Reds de Cincinnati de sa première année en 1997 jusqu'à un échange aux Yankees de New York à la mi-saison 2003. Malgré un bref séjour comme joueur avec cette équipe, il marque l'histoire du club grâce à un coup de circuit contre Tim Wakefield en 11e manche du 7e match de la Série de championnat 2003 de la Ligue américaine qui donne une victoire de 6-5 aux Yankees sur leurs éternels rivaux, les Red Sox de Boston, et envoie les New-Yorkais en Série mondiale. Ce coup de circuit prolonge une dernière fois les malheurs des Red Sox et la malédiction du Bambino, qui est brisée un an plus tard.
Issu d'une célèbre famille de joueurs de baseball, Aaron Boone est le petit-fils de Ray Boone, le fils de Bob Boone et le frère cadet de Bret Boone.
Après sa retraite de joueur, il est commentateur sportif au réseau ESPN.
En décembre 2017, il succède à Joe Girardi comme gérant des Yankees de New York.